# Wielki Kair

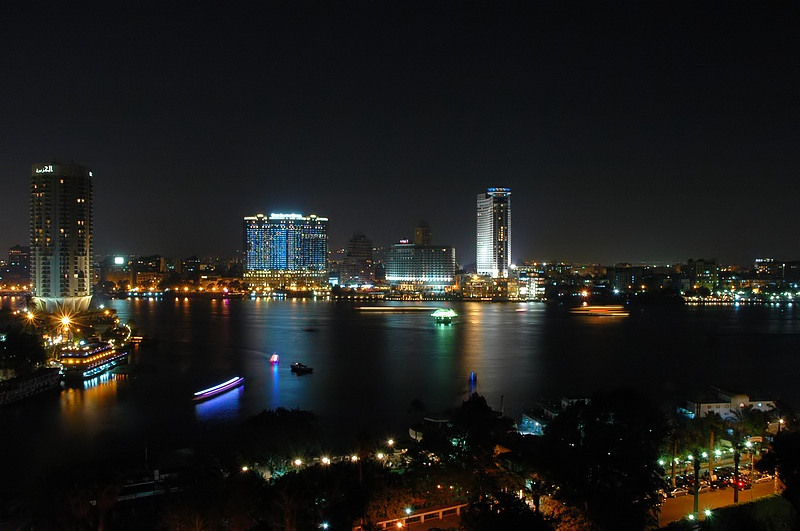
Kair nocą

Wielki Kair (arab. القاهرة الكبرى, Al-Kahira al-Kubra) - największy obszar metropolitarny w Egipcie i Afryce, a także 16. na świecie oraz 3. pod względem wielkości w tzw. świecie islamskim (po Stambule i Karaczi). Cały obszar metropolitarny zajmuje ok. 1700 km² i liczy ok. 15 mln mieszkańców. Obejmuje oprócz Kairu takie miasta jak Giza, Heluan, Imbaba, Szubra al-Chajma czy Madinat as-Sadis min Uktubar.